# Hossam Arafat
Hossam Arafat (ur. 18 stycznia 1990 w Mansurze) – egipski piłkarz grający na pozycji pomocnika.

## Kariera klubowa
Arafat pochodzi z Mansury, a jest wychowankiem klubu El Mansoura, w którym grał w latach 2007–2009. Przed sezonem 2009/2010 przeniósł się do klubu Zamalek, wicemistrza kraju.

## Kariera reprezentacyjna
Dostał powołanie na Mistrzostwa Świata U-20 w 2009 roku, których Egipt był gospodarzem. Już w pierwszym meczu turnieju zdobył 2 bramki i przypieczętował zwycięstwo swojej drużyny.